# Arūnas Gelūnas
Arūnas Gelūnas (ur. 13 grudnia 1968 w Kownie) – litewski artysta, grafik, malarz, teoretyk sztuki, japonista, działacz kulturalny i społeczny, od 2010 do 2012 minister kultury, poseł na Sejm Republiki Litewskiej, dyrektor Litewskiego Narodowego Muzeum Sztuki.

## Życiorys
W latach 1988–1994 odbył studia w katedrze grafiki Wileńskiej Akademii Sztuk Pięknych (VDA). Studiował również w katedrze malarstwa japońskiego na Tokijskim Uniwersytecie Sztuki (1995–1997). W 2001 na Uniwersytecie Witolda Wielkiego w Kownie obronił pracę doktorską poświęconą filozofii Kitarō Nishidy i Maurice'a Merleau-Ponty'ego.
Od 1997 pracował w filii VDA w Kownie jako wykładowca grafiki. Od 2000 był profesorem wizytującym w centrum orientalistyki Uniwersytetu Wileńskiego, a w latach 2001–2003 wykładał na Uniwersytecie Witolda Wielkiego. Od 2002 do 2003 pełnił funkcję prodziekana instytutu sztuki VDA z siedzibą w Kownie, a od 2003 do 2004 dziekana wydziału sztuki VDA w tym mieście. W 2004 został prorektorem Wileńskiej Akademii Sztuk Pięknych ds. studiów. Zatrudniony na stanowisku docenta w katedrze historii i teorii sztuki oraz w katedrze grafiki.
Jego prace graficzne i malarskie były prezentowane w kilkudziesięciu wystawach indywidualnych i zbiorowych na Litwie oraz za granicą (w Japonii, Francji, Niemczech i Polsce). Jest również autorem szeregu publikacji poświęconych sztuce i filozofii. Objął funkcję przewodniczącego zarządu litewskiego stowarzyszenia przemysłu artystycznego i kulturalnego. W latach 2004–2008 przewodniczył litewskiej grupie ds. procesu bolońskiego. Należy do Europejskiego EAJS (stowarzyszenia studiów japonistycznych), Litewskiego Związku Artystów i Litewskiego Towarzystwa Filozoficznego.
2 lipca 2010 z rekomendacji Partii Wskrzeszenia Narodowego objął stanowisko ministra kultury w rządzie Andriusa Kubiliusa. Urzędował do końca funkcjonowania gabinetu, tj. do 13 grudnia 2012. Wcześniej w tym samym roku nominowany na ambasadora Litwy przy UNESCO. Po zakończeniu misji zaangażował się w działalność polityczną w ramach Ruchu Liberalnego Republiki Litewskiej. W 2016 z ramienia tego ugrupowania uzyskał mandat posła na Sejm.
W 2019 powołany na stanowisko dyrektora Litewskiego Narodowego Muzeum Sztuki.

## Odznaczenia
- Order Wschodzącego Słońca II klasy (Złota i Srebrna Gwiazda) – Japonia (2020)[5]
- Odznaka honorowa „Zasłużony dla Kultury Polskiej” – Polska (2011)[6]